# Атаров Микола Сергійович
Микола Сергійович Атаров (рос. Николай Сергеевич Атаров; нар. 25 серпня 1907, Владикавказ — пом. 12 вересня 1978, Москва) — російський радянський письменник, кіносценарист; член Спілки письменників СРСР з 1940 року. Чоловік письменниці Магдалини Дальцевої.

## Біографія
Народився 12 [25] серпня 1907 року в місті Владикавказі (нині Північна Осетія, Росія). В рідному місті закінчив середню школу № 5; у 1928 році там же літературний факультет Горського педагогічного інституту, у 1930 році Вищі курси удосконалення викладачів мистецтвознавства в Ленінграді.
Почав друкуватися в 1930 році в журналах «Наші досягнення», «Червона новина» та інших. Під час німецько-радянської війни з 1941 року служив у Червоній армії. Мав військове звання майора, був військовим кореспондентом. Член ВКП(б) з 1947 року.
Помер в Москві 12 вересня 1978 року. Похований в Москві в 22-му колумбарії Донського цвинтаря.

## Творчість
повісті
- «Начальник малих річок» (1936);
- «Повість про перше кохання» (1954; однойменний фільм, 1957);
- «Смерть під псевдонімом» (1957);
- «Коротке літо в горах» (1965);
- «… А я люблю коня» (1970);

оповідання
- «Календар російської природи»;
- «Араукарія»;
- «Переливчаста музика»;
- «Ізба»;
- «Ваги і санки»;
- «Набат»;
- «Санта-Лючия»;

сценарії до фільмів
- Коротке літо в горах (1963)
- Хомут для Маркіза (1977).

Автор книги «Не хочу бути маленьким» (1967).

## Нагороди
Нагороджений:
- орденами Червоної Зірки (20 листопада 1943)[4], Трудового Червоного Прапора (24 серпня 1977; за заслуги у розвитку радянської літератури та у зв'язку з сімдесятиріччям від дня народження)[5];
- медалями «За оборону Ленінграда», «За визволення Белграда», «За взяття Будапешта», «За взяття Відня», «За перемогу над Німеччиною»[4].